# 白色榮光 (電視劇)
《白色荣光系列》是一部由关西电视台策划并制作、富士电视台每周二晚22:00 - 22:54（JST）所播放的电视剧。MMJ共同参与制作。
改編自海堂尊小說《田口・白鳥系列》。电视剧中安插原创人物，将主角田口的设定进行更改，并改变真凶。

## 白色荣光
《白色荣光》改編自海堂尊同名小說。富士电视台（宮崎电视台为2009年2月2日至2月20日周一到周五16点播放）于2008年10月14日至12月23日每周二晚22:00 - 22:54（JST）所播放的电视连续剧（第一集播出时间为22:10 - 23:14）。
2009年9月15日 22:00 - 23:24（JST）播放加入新影像的剪辑版《白色荣光SPECIAL～通往新迷宫的邀请函～》，为同年10月9日《周五声誉》 所播放的特別篇《白色荣光 南丁格尔的沉默》做铺垫。

### 演员

#### 主要角色
- 田口公平 - 伊藤淳史（心療内科醫生·不明病症傾訴門診）

心地善良单纯，相信他人(簡單來說就是個笨蛋)。喜愛的書是《小孤島大醫生》，憧憬着像其中的主角一样居住在孤岛的生活。
- 白鳥圭輔- 仲村亨（厚生勞動省大臣官房秘書課附屬技官兼醫療過失致死中立性第三者機關設置促進準備室室長）

#### 巴提斯塔团队
- 桐生恭一 - 伊原剛志（日语：伊原剛志）（主刀医生）
- 鸣海凉 - 宮川大輔（病理医生）
- 大友直美 - 释由美子（器械护士）
- 冰室贡一郎 - 城田优（麻醉师）
- 垣谷雄次 - 鶴見辰吾（第一助手）
- 酒井利树 - 铃木裕树（第二助手）
- 羽场贵之 - 戶田昌宏（日语：戸田昌宏）（临床工学士）

#### 東城大学医学部附属医院相关人员
- 藤原真琴 - 名取裕子（日语：名取裕子）（不明病症倾诉门诊护士）
- 高阶权太 - 林隆三（日语：林隆三）（院长）
- 黑崎诚一郎- 榎木孝明（日语：榎木孝明）（心脏血管外科教授·风险控管委员会委员长）
- 宮原加奈子 - 金智順（日语：ちすん）（器械護士）
- 星野響子 - 上村千雅（巴提斯塔團隊之前的器械護士）
- 曳地敦夫 - 佐野圭亮（日语：佐野圭亮）（放射線科；風險控管委員會副委員長）
- 平田浩次 - 渡邉紘平（日语：渡邉紘平）（代理冰室的麻醉醫師）

#### 田口家
- 田口周蔵 - 橫山明夫（日语：横山あきお）

田口的祖父。常开导因工作而烦恼的田口。
- 田口翠 - 彩木里紗（日语：彩木里紗）（长女）
- 田口茜 - 石井美繪子（日语：石井美絵子）（次女）

田口的妹妹们。经常吵架。

#### 咖啡店「BEANS FARM」
- 岸川保 - 木下邦家（日语：木下ほうか）（店主）
- 岸川麻里 - 奧貫薫（日语：奥貫薫）（老板娘）

#### 其他
- 桥本由纪子 - 朝加真由美（日语：朝加真由美）（第1话）
- 铃田 - 遠山俊也（日语：遠山俊也）（第1话）
- 木村 - 田中要次（日语：田中要次）（第1话）（不明病症倾诉门诊患者）
- 奥田龙二 - 伊藤努（日语：デビット伊東）（第3话）（消化器官外科讲师）
- 井上浩 - 森廉（日语：森廉）（第3话）（麻醉科医习医生）
- 曳地敦夫 - 佐野圭亮（日语：佐野圭亮）（放射科·风险控管委员会副委员长）（第3话、最终话）
- 川上妙子 - 大谷允保（日语：大谷允保）（第4话）
- 青木一志 - 真島秀和（刑警·白鸟的后辈）（第5话、第7话、第9话）
- 平田浩次 - 渡邊宏平（日语：渡邉紘平）（第8话- 最终话）
- 村本佳奈 - 金澤美穗（日语：金澤美穂）（第8话、第9话）
- 高田久志 - 吉滿涼太（日语：吉満涼太）（第8话）
- 海堂尊（日语：海堂尊）（新闻节目主持人）（最终话）

#### 旁白
- 横堀悦夫（日语：横堀悦夫）

### 放送日程
| 各話                                              | 放送日期       | 標題                                         | 場景標題（節目表）                      | 導演     | 收視率 |
| ------------------------------------------------- | -------------- | -------------------------------------------- | --------------------------------------- | -------- | ------ |
| 第1話                                             | 2008年10月14日 | 是醫療事故？還是謀殺！？                     | 謎                                      | 植田尚   | 15.2%  |
| 第2話                                             | 2008年10月21日 | 積極階段（積極調查） VS 被動階段（被動調查） | 謊言                                    | 植田尚   | 11.7%  |
| 第3話                                             | 2008年10月28日 | 麻醉科醫的告白                               | 絆                                      | 今井和久 | 12.5%  |
| 第4話                                             | 2008年11月4日  | 精英的自豪感和弱點                           | 望                                      | 今井和久 | 12.2%  |
| 第5話                                             | 2008年11月11日 | 明顯犯人的猜測                               | 恋                                      | 植田尚   | 11.8%  |
| 第6話                                             | 2008年11月18日 | 手術室完美的犯罪…犯人就是你                  | 手術室完美的犯罪…犯人就是你             | 植田尚   | 13.2%  |
| 第7話                                             | 2008年11月25日 | 錯誤的推理...真犯人登場！                    | 真犯人登場                              | 今井和久 | 13.5%  |
| 第8話                                             | 2008年12月2日  | 義兄弟的龜裂...手術異常！                    | 顫抖手術刀                              | 星野和成 | 14.2%  |
| 第9話                                             | 2008年12月9日  | 虛假的不在場證明和致命的錯誤                 | 虛假的不在場證明和致命的錯誤            | 植田尚   | 12.3%  |
| 第10話                                            | 2008年12月16日 | 解開最後的謎... 醫療陷阱就是這個！！         | 衝擊結果！！ 是醫療事故還是謀殺！？     | 今井和久 | 12.2%  |
| 最終話                                            | 2008年12月23日 | 只有3秒的完美犯罪！！ 現在開始最危險的手術   | 真犯人是誰！？ 最危險的手術就從現在開始 | 植田尚   | 16.5%  |
| 平均收視率13.2%（關東地區Video Research所做調查） |                |                                              |                                         |          |        |

### SP1（2009）：新迷宮的邀請

#### 特别篇登场人物
- 一濑绿 - 鈴木砂羽（日语：鈴木砂羽）
- 赤城诚一郎 - 要润

厚生劳动省内部监查室。利用田口所讲述的事件详情策划陷害白鸟。
- 田中千穗 - 小林涼子

不明病症倾诉门诊患者。总是做出将身边的物品丢向他人等失礼的行为，后来确诊为异己手综合征。
- 田中美枝 - 片桐千里

千穗的母亲。
- 西园寺正也 - 远藤宪一

脑神经外科医师，田中千穗的主刀医生。

#### 歌曲
- 主题曲 - 青山黛玛《想守护之物》
- 插曲 - 永崎翔《答案就在那里》

#### 工作人员
- 剧本 - 后藤法子
- 音乐 - 羽冈佳、妹尾武
- 制作人 - 丰福阳子（关西电视台）、远田孝一（MMJ）、八卷薫（MMJ）
- 导演 - 植田尚、今井和久
- 制作 - 关西电视台、MMJ

| 放送日        | 標題                     | 導演                                      | 收視率 |
| ------------- | ------------------------ | ----------------------------------------- | ------ |
| 2009年9月15日 | 浮現密室醫療殺人的新疑惑 | 星野和成（新撮部分） 今井和久（総合演出） | 12.1%  |

### SP2（2009）：南丁格爾的沉默
2009年10月9日撥映《週五Prestige》，用白色榮光 南丁格爾的沉默作為標題。是關西電視台自節目開始以來第一次單獨製作。收視率11.1%。
除了以牧村鐵夫殺害案件為題材外，劇中人物性格，案件均與原著不同。主要人物水落冴子和城崎，還有原著中小夜的特殊能力不採用。
台灣緯來日本台於2011年2月22日撥出，分為兩天撥映。
香港無綫劇集台於2011年2月26日播出。

#### 故事
巴提斯塔醜聞後的9個月少年病人的岡部巧經大腦腫瘤的手術後成了植物人。由於擔心岡部巧的親屬想要起訴院長的高階的委託，田口和白鳥決定調查真相的背後。白鳥一邊和巧的主刀醫的西園寺觸發，一邊調查，但巧與同房的瑞人的父親被殺害的案件亦發生。

#### 演員表
- 田口公平（特別愁訴外來擔當醫） - 伊藤淳史（香港配音：李錦綸）
- 白鳥圭輔（從屬厚生勞動省大臣官房秘書課的技術官員） - 仲村亨（香港配音：陳欣）

東城大學醫學部附屬的醫院方面的有關人員
- 濱田小夜（小兒科護理師） - 山田優（香港配音：鄭麗麗）
- 三浦保護（腦神經外科講師第一助手） - 袴田吉彥（香港配音：陳廷軒）
- 內山聖美（小兒科講師） - 小澤珍珠
- 貓田麻里（小兒科護理師長） - 貓背椿
- 藤原真琴（特別愁訴外來看護師） - 名取裕子（香港配音：蔡惠萍）
- 高階權太（醫院長） - 林隆三（香港配音：譚炳文）
- 西園寺正也（腦神經外科助教） - 遠藤憲一（香港配音：張炳強）

小兒科病院的病患
- 岡部巧 - 中島健人(B.I.Shadow)（香港配音：巫哲棋）
- 牧村瑞人 - 高田翔(傑尼斯Jr.)（香港配音：胡家豪）
- 佐佐木敦 - 加部亞門
- 田中秀正 - 高橋龍飛
- 杉山由紀 - 菊里光

另外
- 岡部貴美子（巧的姑母） - 宮地雅子（香港配音：黃麗芳）
- 岡部幸一（巧的伯父） - 下村彰宏（香港配音：林國雄）
- 牧鄉村鐵夫（瑞人的父親） - 金山一彥（香港配音：劉昭文）
- 青木一志（白鳥的後輩） - 真島秀和

田口家
- 田口周藏（祖父） - 橫山秋（香港配音：林國雄）
- 田口翠（長女） - 彩木家鄉紗
- 田口茜（二女） - 石井美繪子

#### 製作團隊
- 腳本 - 後藤法子
- 音樂 - 羽岡佳、妹尾武
- 演出 - 今井和久
- 製作人 - 豊福陽子（關西電視）、遠田孝一、八巻かおる（MMJ）
- 主題歌 - 青山黛瑪「守りたいもの」
- 技術協力 -Fortune、K Company、BAUMLEBEN、SPOT
- 美術協力 - FUJI ART
- 錄影 - LEMON STUDIO
- 創作 - 關西電視、MMJ

## 白色荣光2 染血将军的凯旋
2010年4月6日至6月22日播放。

### 演员

#### 主要角色
- 田口公平 - 伊藤淳史（香港配音：李錦綸）
- 白鸟圭辅 - 仲村亨（香港配音：陳欣）

#### 東城醫大醫院急救中心(將軍小組)
- 速水晃一 - 西島秀俊（香港配音：陳廷軒）
- 花房美和 - 白石美帆（香港配音：程文意）
- 和泉遙 - 加藤愛（香港配音：張頌欣）
- 佐藤伸一 - 木下隆行（TKO）（香港配音：梁志達）
- 長谷川崇 - 戶次重幸（香港配音：劉昭文）
- 栗山彌生 - 淺見麗奈（香港配音：劉惠雲）
- 瀧澤秀樹 - 松坂桃李（香港配音：巫哲棋）
- 永山康友 - 足立理（香港配音：麥皓豐）
- 淺野和彦 - 竹内太郎（香港配音：胡家豪）

#### 東城醫大醫院相關人士
- 三船大介 - 利重剛（香港配音：盧國權）
- 黑崎誠一郎 - 榎木孝明（香港配音：林保全）
- 曳地敦夫 - 佐野圭亮（香港配音：馮錦堂）
- 沼田泰三 - 石丸謙二郎（香港配音：林國雄）
- 藤原真琴 - 名取裕子（香港配音：蔡惠萍）
- 高階權太 - 林隆三（香港配音：譚炳文）

#### 其他
- 佐佐木英二 - 堀部圭亮（香港配音：蘇強文）
- 鴨志田一郎 - 本田博太郎（香港配音：盧國權）
- 岡村智 - 吉家章人（香港配音：胡家豪）
- 武田剛 - 山中崇
- 目黑和男 - 嶋田久作（香港配音：劉奕希）
- 目黑光子 - 広田玲央名
- 斉藤彩子 - 麻生祐未（特別出演）
- 寺内昭三 - 緒方義博（香港配音：張炳強）
- 坂崎裕美子 - 澀谷琴乃
- 坂崎陽太 - 鈴木福（香港配音：蔡惠萍）

#### 客串
第一話
- 杉山沙希 - 田畑智子
- 高山美穗 - 水谷妃里
- 嶋田武 - 伊藤高史
- 三嶋千里 - 松岡璃奈子

第二話
- 青木惠理 - 藤井美菜
- 菅原誠 - 金井勇太

第三話
- 塚田康史 - 渡邊哲（香港配音：張炳強）
- 塚田基子 - 根本律子（香港配音：蔡惠萍）
- 塚田浩之 - 荒木宏文（香港配音：李致林）

第五話
- 真山香苗 - 岩田小百合
- 真山綠(みどり) - 森口瑤子（香港配音：蔡惠萍）

第六話
- 山崎健人 - 櫻田通（香港配音：張方正）
- 山崎智子 - 大路惠美

第七話
- 勅使河原聖也（鈴木浩） - 八神蓮（香港配音：陳卓智）
- 下村理沙子 - 末永遙

### 製作團隊
- 腳本 - 後藤法子、山田あかね、德永友一、田中眞一
- 音楽 - 羽岡佳
- 主題歌 - 松田聖子《如果算黎明數量（日语：いくつの夜明けを数えたら）》（Universal Sigma）
- TD - 松岡良治
- 攝影 - 初瀬康一
- VE - 山下輝良
- 照明 - 原田洋明
- 音声 - 関皮力央
- 編輯 - 白水孝幸
- 台詞編輯 - 萩原隆司
- 選曲 - 谷川義春
- 音效 - 竹嶋あゆみ
- MA - 大石佳奈
- 美術製作人 - 津留啓亮
- 設計 - 根本研二
- 美術進行 - 石川利久
- 裝飾 - 佐竹諭
- 大道具 - 大地研之
- 操作 - 坂井貫浩
- 建具 - 石井洋介
- 電飾 - 谷口雅彦
- 亞克力裝飾 - 鈴木竜
- 植木装飾 - 後藤健
- 持道具 - 山本恵
- 化妝 - 佐佐木彩、河野明子（1-最終話）
- 特殊造型 - 松井祐一（1、8話）
- 服裝 - 田中まゆみ
- 造型師 - 中川原寛、佐藤美保子（6-7話）
- 標題背景 - RACHAKRIT.S、KNOT（2-）
- CG - 前田嘉孝 （Nice Day）（1-3、5-6、8-10、最終話）、奥田圭一（Eleven Graphics）（4、7、11、最終話）
- 鋼材 - 桂修平
- 工作 - 金子康貴
- 展台展台 - 釼持誠（7話）
- 醫療監修 - 原田智幸（東京女子醫科大學急救中心講師）、天野篤（順天堂大學醫學部心臓血管外科教授）（4話）
- 腳本協力 - 大久保ともみ（7話）
- 醫療腳本 - 高橋明仁、Kittipong Srivatanakul（6話）、宮内博幸（10話）
- 醫療指導
  - 東京女子醫科大學急救中心
    - 並木みずほ（1、8話）、永井怜恩（1、2話）、諸井隆一（2、11話）、及川惠子（3、最終話）、齋藤倫子（3、9話）、名取惠子（3、9、11話）、小林博之（5、10話）、後藤泰二郎（5話）、矢口有乃（6、8、最終話）、康美理（6話）、武田宗和（7、最終話）、斉藤真樹子（7話）、阿部勝（10話）

  - 角南博（藤井病院）（1、最終話）
  - 中濱一（福山市民病院循環器内科）（7、最終話）
  - 後藤大輔（8話）
- 看護指導 - 石田喜代美
- 解剖指導 - 高木徹也（杏林大學醫學部法醫學教室）（10話）
- 醫事指導 - 後藤大輔、中島真理子（10、最終話）
- 法律監修 - 中山ひとみ 、本山信二郎（廣尾Meister法律事務所）（最終話）
- 組織 - 浦邊日出彦（關西電視台）、水野綾子（富士電視台）
- 宣傳 - 豐增雄（關西電視台）
- 網站 - 榮川步美（關西電視台）
- 業務 - 大島直影（關西電視台）
- 日程 - 八木一介
- 製作負責 - 北田宏和
- 製作主任 - 伊藤宏
- 記錄 - 小宮尚子（1-2、4、6、8、10、最終話）、山本明美（3、5、7、9、11話）
- 副導演 - 吉原通克
- 後補製作人 - 佐藤利佳、堀江愛佳
- 導演 - 今井和久・植田尚（MMJ）、星野和成、白木啓一郎（關西電視台）
- 製作人 - 豐福陽子（關西電視台）、遠田孝一・八卷薰（MMJ）
- 制作 - 關西電視台、MMJ

### 放送日程
| 各話                                              | 放送日        | 標題         | 劇本       | 導演       | 收視率 |
| ------------------------------------------------- | ------------- | ------------ | ---------- | ---------- | ------ |
| episode 1                                         | 2010年4月6日  | 昏厥         | 後藤法子   | 今井和久   | 12.4%  |
| episode 2                                         | 2010年4月13日 | 集體過度換氣 | 後藤法子   | 今井和久   | 14.5%  |
| episode 3                                         | 2010年4月20日 | 人格變貌     | 山田あかね | 植田尚     | 14.7%  |
| episode 4                                         | 2010年4月27日 | 心肌梗塞     | 後藤法子   | 白木啓一郎 | 14.2%  |
| episode 5                                         | 2010年5月4日  | 暴發性肺炎   | 徳永友一   | 星野和成   | 12.6%  |
| episode 6                                         | 2010年5月11日 | 後遺症       | 後藤法子   | 今井和久   | 14.8%  |
| episode 7                                         | 2010年5月18日 | 中毒         | 後藤法子   | 植田尚     | 16.0%  |
| episode 8                                         | 2010年5月25日 | 宣告         | 後藤法子   | 今井和久   | 14.7%  |
| episode 9                                         | 2010年6月1日  | 醫療事故     | 田中眞一   | 星野和成   | 14.6%  |
| episode 10                                        | 2010年6月8日  | 病巣         | 德永友一   | 植田尚     | 13.8%  |
| episode 11                                        | 2010年6月15日 | 記憶喪失     | 後藤法子   | 今井和久   | 15.6%  |
| Last episode                                      | 2010年6月22日 | 病情危重     | 後藤法子   | 今井和久   | 15.1%  |
| 平均收視率14.4%（關東地區Video Research所做調查） |               |              |            |            |        |

### SP3（2011）：告別將軍
| 各話   | 放送日       | 標題                                                  | 劇本     | 導演     | 收視率 |
| ------ | ------------ | ----------------------------------------------------- | -------- | -------- | ------ |
| SP2011 | 2011年1月2日 | 白色榮光SP2011 〜告別將軍！天才救命醫生能救心愛的人〜 | 後藤法子 | 今井和久 | 8.1%   |

## 白色榮光3 阿里阿德涅的子彈

### 登場人物

#### 主要角色
- 田口公平 - 伊藤淳史
- 白鸟圭辅 - 仲村亨

#### Ai中心管理會議
- 島津吾郎 - 安田顯

贊成設立Ai（Autopsy Image）中心的東城醫大放射線科准教授。
- 笹井堇(スミレ) - 小西真奈美

東城醫大法醫學教室准教授。對於設立Ai中心持否定的意見，與警視長斑鳩有著可疑的情報交流……
- 斑鳩芳正 - 高橋克典（日语：高橋克典）

警視廳情報統括室室長 警視長。司法遵守主義者，認為警察們有隱匿情報的義務，因反對設立Ai中心而與白鳥等人對立……
- 北山錠一郎 - 尾美利德

警視廳刑事局審議官 警視監。害怕"Ai可以成為打擊犯罪的利器"這種思想滲透至社會上，反對Ai中心的設立。
- 宇佐見壯一 - 福士誠治

警視廳刑事局特命廣域搜查官 警視。

#### 警察和東城醫大醫院院方
- 須賀秀介 - 市川知宏
- 玉村誠 - 中村靖日
- 神田宏樹 - 西澤仁太
- 和泉遙 - 加藤愛（友情出演）
- 佐藤伸一 - 木下隆行（TKO）（友情出演）
- 山岡浩 - 市川勇
- 三船大介 - 利重剛
- 藤原真琴 - 名取裕子
- 高階權太 - 林隆三

#### 其他
- 友野優一 - 矢柴俊博
- 矢神院長 - 佐戶井憲太
- 松崎行雄 - 六平直政
- 井野悅郎 - 甲本雅裕
- 尾崎健二 - 升毅

#### 客串
第1話
- 清原正夫 - 田口主将
- 清原信一 - 石黒英雄

第2話
- 谷口市子 - 天久美智子
- 青田勝也 - 緋田康人
- 検視官 - 前川泰之
- 谷口静枝 - 関えつ子

第4話
- 中野貴弘 - 菅原大吉
- 小島秀一 - 東根作寿英
- 杉山美佐 / 杉山智子 - 西原亞希 / 宮田早苗
- 宮田香織 - 伊勢佳世
- 杉山和夫 - 竹内宣二

第7話
- 野島謙藏 - 岡山一

第9話
- 三谷優花 - 戶井智恵美

### 製作團隊
- 脚本 - 後藤法子、田中眞一
- 音楽 - 羽岡佳、妹尾武
- 主题曲 - Do As Infinity「アリアドネの糸」
- TD - 松岡良治
- 撮影 - 初瀬康一
- VE - 山下輝良
- 照明 - 村澤浩一
- 音声 - 二瓶尚穗
- 編集 - 白水孝幸（1 - 4話）、田内文高（5 - 最終話）
- 台詞編輯、EED（5話） - 萩原隆司
- 選曲 - 谷川義春
- 音效 - 竹嶋あゆみ
- MA - 大石佳奈
- 美術製作人 - 津留啓亮
- 設計 - 根本研二
- 美術進行 - 杉山貴直
- 裝飾 - 田村康利
- 大道具 - 大地研之
- 操作 - 坂井貫浩
- 建具 - 阿久津正巳
- 電飾 - 谷口雅彦
- 壓克力裝飾 - 中村哲治
- 植木裝飾 - 後藤健
- 權益工具 - 市川清美
- 化妝 - 佐佐木彩、河野明子（1話）
- 衣裝 - 澀澤有美
- 美髮師 - 中川原寬、西ゆり子
- 標題背景 - Eleven Graphics（イレブングラフィックス）
- 鋼材 - 桂修平
- 工作室管理 - 金子康貴
- CG製作人 - 奥田圭一
- CG - 相川はじめ 、福井直人
- 展台協調員 - 釼持誠
- 癌症行動協調員 - 早川光
- 特殊造型 - 松井祐一
- Ai監修 - 山元正二（Ai情報中心代表理事）
- 警察監修 - 杢尾尭
- 法醫學監修 - 髙木徹也（杏林大学医学部法医学教室准教授）
- 法醫指導 - 奈良明奈（東京医科歯科大学大学院司法医学分野PD）
- 醫療取材協力 - 原田智幸（東京女子医科大学救命救急センター講師）
- 經典監修 - 野本由紀夫（玉川大学芸術学部教授）
- 犯罪心理監修- 越智啓太（法政大学文学部心理学科教授）
- MRI取材協力 - 新潟大学脳研究所、統合脳機能研究センター
- MRI技術指導 - 谷口貴久、松野太郎
- 科学監修 - 大島まり（東京大學情報學環 生産技術研究所教授）
- 救命救急監修 - 原田智幸（東京女子醫科大學危重監護中心講師）
- 法律監修 - 本山信二郎（廣尾Meister法律事務所）
- 看護指導 - 石田喜代美
- 医事指導 - 後藤大輔、中島真理子
- 編成 - 浦邊日出彦（關西電視台）、塩原充顕（關西電視台）
- 宣傳 - 豐增雄（關西電視台）
- 廣告 - 北村友香理（關西電視台）
- 網站 - 大島直彰（關西電視台）
- 業務 - 乾正志（關西電視台）
- 制作担当 - 北田宏和
- 制作主任 - 小合智宏
- 記録 - 小宮尚子、山本明美、杉山珠美
- スケジュール - 安見悟朗
- 助監督 - 吉原通克
- AP - 佐藤利佳
- 製作人 - 豐福陽子（關西電視台）、遠田孝一、八巻薫（MMJ）
- 導演 - 今井和久、小松隆志、星野和成
- 制作 - 關西電視台・MMJ

### 放送日程
| 各話                                              | 放送日        | 標題                           | 劇本     | 導演     | 收視率 |
| ------------------------------------------------- | ------------- | ------------------------------ | -------- | -------- | ------ |
| stage 1                                           | 2011年7月12日 | 心臟衰竭陷阱之謎               | 後藤法子 | 今井和久 | 14.2%  |
| stage 1-2                                         | 2011年7月19日 | 被錯過Ai的殺意                 | 後藤法子 | 今井和久 | 11.6%  |
| stage 1-3                                         | 2011年7月26日 | 假死亡時刻                     | 後藤法子 | 星野和成 | 12.0%  |
| stage 1-4                                         | 2011年8月2日  | 第二人的離奇死亡               | 後藤法子 | 小松隆志 | 11.3%  |
| stage 2-1                                         | 2011年8月9日  | 20年的復讐                     | 田中眞一 | 小松隆志 | 12.5%  |
| stage 2-2                                         | 2011年8月16日 | 完美犯罪的旋律                 | 後藤法子 | 星野和成 | 11.6%  |
| stage 2-3                                         | 2011年8月23日 | 真犯人                         | 後藤法子 | 小松隆志 | 13.5%  |
| stage 2-4                                         | 2011年8月30日 | 滲透                           | 後藤法子 | 星野和成 | 12.3%  |
| stage 3-1                                         | 2011年9月6日  | 20年累犯                       | 田中眞一 | 星野和成 | 12.2%  |
| stage 3-2                                         | 2011年9月13日 | 點和線                         | 後藤法子 | 小松隆志 | 14.1%  |
| final stage                                       | 2011年9月20日 | 再見巴提斯塔團隊！殺人迷宮救援 | 後藤法子 | 小松隆志 | 15.4%  |
| 平均收視率12.8%（關東地區Video Research所做調查） |               |                                |          |          |        |

## 白色榮光4 螺旋迷宮
2014年1月7日至3月18日播出。本劇是關西電視台開局55週年記念劇。原作為田口・白鳥系列外傳作品，主角為天馬大吉，但在電視劇版主角為田口與白鳥。

### 登場人物

#### 主要角色
- 田口公平 - 伊藤淳史
- 白鳥圭輔 - 仲村亨

#### 櫻宮家
- 櫻宮巗雄 - 柳葉敏郎
- 櫻宮華緒 - 相築彰子
- 櫻宮小百合 - 水野美紀
- 櫻宮堇(すみれ) - 栗山千明
- 櫻宮葵 - 山崎賢人

#### 碧翠院職員
- 天馬大吉 - 上遠野太洸
- 戶山久司 - 渡部豪太
- 日向千花  - 辻本瑞貴

#### 碧翠院長期入院患者
- 赤城美智 - 左時枝
- 川原梅(うめ) - 丘光子
- 青山加代 - 大森曉美
- 木島德(トク) - 佐佐木澄江

#### 東城医大病院相關人士
- 速水晃一  - 西島秀俊
- 島津吾郎 - 安田顯
- 藤原真琴 - 名取裕子
- 高階權太 - 林隆三

#### 其他
- 立花善次 - 宅間孝行
- 小幡劍 - 池内万作
- 大野  - 松林慎司
- 天馬美樹  - 長野里美

#### 客串
第1話
- 木下佐和 - 佐藤めぐみ
- 木下涼一 - 趙珉和
- 木下和雄 - 前田吟

第2話
- 木島祐一 - 阿南健治
- 木島幸助 - 遠山俊也
- 木島稔 - 田中聡元

第3話
- 菊池日菜 - 南澤奈央

第4話
- 井上達男  - 菊池均也

第6話
- 神岡良平  - 神保悟志（最終話）
- 高木佳苗  - 高橋かおり
- 高木隆晴  - 山崎龍太郎
- 三田村洋一 - 佐藤祐基（現・佐藤汛）（第7話 - 第8話・第10話 - 最終話）

第9話 - 最終話
- 加賀博之 - 山本圭
- 大石由喜江 - 中島ひろ子（第9話・最終話）
- 大石薰 - 内田愛（幼少期：大友望愛）
- 加賀貴廣  - 萬雅之（第10話 - 最終話）

### 製作團隊
- 原作 - 海堂尊『螺鈿迷宮』（角川書店）
- 劇本 - 後藤法子
- 音樂 - 羽岡佳
- 主題歌 - 東方神起「Hide & Seek」（avex trax）[2]
- 演出 - 今井和久、白木啓一郎（關西電視台）、植田尚
- 演出補 - 舟橋哲男
- 助監督 - 近藤幸子
- 医療担当 - 野土谷麻美
- 標題背景 - 相川一（はじめ）
- 特殊造形 - 松井祐一
- Ai監修 - 高野英行、山本正二
- 医療監修 - 林和彦、原田知幸
- 取材協力 - 高橋泰、塩谷清司
- 医事指導 - 川上和之、兼村俊範、齋藤倫子、大城拓也、角田美保子、後藤泰二郎、横田茉莉、早川秀幸、康美理、名倉義人、鈴木秀章
- 看護指導 - 石田喜代美
- 法医学・解剖指導 - 早川秀幸
- 編成 - 東田元、天野光晴（關西電視台） / 野崎理（富士電視台）
- 宣伝 - 宮内覚（關西電視台）
- 広告 - 栄川歩美（關西電視台）
- 営業 - 小林沙貴（關西電視台）
- 網站 - 馬殿陽子（關西電視台）
- 製作人 - 豊福陽子（關西電視台） / 遠田孝一、八巻薫（MMJ）
- AP - 田中耕司（關西電視台）、佐藤利佳、堀江愛佳
- 制作 - 關西電視台、MMJ

### 放送日程
| 第1話                                              | 1月07日 | 消失的醫師         | 今井和久   | 12.9% |
| 第2話                                              | 1月14日 | 家族的過去         | 今井和久   | 13.0% |
| 第3話                                              | 1月21日 | 從畫像看到的真相   | 今井和久   | 12.6% |
| 第4話                                              | 1月28日 | 狙擊白鳥           | 白木啓一郎 | 11.5% |
| 第5話                                              | 2月04日 | 拆穿解剖失誤       | 白木啓一郎 | 11.6% |
| 第6話                                              | 2月11日 | 目撃者消失了       | 植田尚     | 09.4% |
| 第7話                                              | 2月18日 | 隱藏在迷宮的死者   | 植田尚     | 09.8% |
| 第8話                                              | 2月25日 | 殺人犯是死者!?     | 白木啓一郎 | 10.9% |
| 第9話                                              | 3月04日 | 地下迷宮的陷阱     | 今井和久   | 10.4% |
| 第10話                                             | 3月11日 | 真正犯人的告白     | 今井和久   | 11.5% |
| 最終話                                             | 3月18日 | 醫療是正義還是犯罪 | 今井和久   | 11.5% |
| 平均收視率 11.4%（關東地區Video Research所做調查） |         |                    |            |       |

## 白色榮光最終章：地獄犬肖像

### 登場人物
- 田口公平 - 伊藤淳史
- 白鳥圭輔 - 仲村亨
- 別宮葉子 - 桐谷美玲
- 瀧澤秀樹 - 松坂桃李
- 速水晃一 - 西島秀俊
- 東堂文昭 - 生瀨勝久
- 櫻宮堇（すみれ） - 栗山千明
- 佐藤伸一 - 木下隆行（TKO）
- 三船大介 - 利重剛
- 和泉遙 - 加藤愛
- 藤原真琴 - 名取裕子
- 長谷川崇 - 戶次重幸
- 渡邊金之助 - バカリズム
- 玉村誠 - 中村靖日
- 安藤豐 - 阪田雅信
- 船橋直樹 - 中丸新將
- 船橋律子 - 有森也實
- 根本 - 品川徹
- 西園美枝子 - 大沼百合子
- 佐佐木祐作 - 岸田真彌
- 櫻宮巖雄（謹照片登場） - 柳葉敏郎
- 櫻宮小百合（謹照片登場） - 水野美紀
- 榊陽一 - 二階堂智
- 室田芳郎 - 國廣富之
- 南雲忠義 - 中村育二
- 青藍院招待 - 西丸優子
- 工程師 - 小松利昌
- 研修醫 - 松永大輔
- 麻醉師 - 梶原拓人
- 遺族 - 住田隆、唐木ちえみ、小貫加惠
- 護士 - 羽村純子、福田敦子、太田いず帆、幸咲茉歩、夏秋佳代子、前田つばさ、桐山真彩子、土谷暢子、志藤彩那、田島きよ乃、田原麻子、高橋郁惠
- 記者 - やべけんじ、岩本幸子、志村朋春、伊藤圭太
- 鑄工 - 中島めぐみ
- 驗屍官 - 中脇樹人
- 招待 - 水津亞子
- 事務員 - 尾花かんじ
- 孕婦夫妻 - 荻野友里、矢崎文也
- 患者 - よしのよしこ
- 榊的兒子 - 酒井亮和
- 技師 - 森田甘路
- 火葬場職員 - 成瀨勞

### 製作團隊
- 監督：星野和成
- 原作：海堂尊（宝島社刊）
- 脚本：後藤法子
- 音楽：羽岡佳
- 製作：關西電視台、富士電視台、東寶、富士電視網26社
- 製作公司：Media Mix Japan
- 發行：東宝

## 作品的變遷
| 關西電視台 週二22點的電視連續劇                          | 關西電視台 週二22點的電視連續劇                                    | 關西電視台 週二22點的電視連續劇                          |
| -------------------------------------------------------- | ------------------------------------------------------------------ | -------------------------------------------------------- |
|                                                          | 白色榮光 （2008.10.14 - 2008.12.23）                               |                                                          |
| 怪獸家長 （2008.7.1 - 2008.9.9）                         | 三角效應 （2009.1.6 - 2009.3.17）                                  |                                                          |
| 率直男人 （2010.1.12 - 2010.3.16）                       | 白色榮光2 染血將軍的凱旋 （2010.4.6 - 2010.6.22）                  | 逃亡律師 （2010.7.6 - 2010.9.14）                        |
| GOODLIFE〜謝謝你，爸爸。再見〜 （2011.4.19 - 2011.6.28） | 白色榮光3 阿里阿德涅的子彈 （2011.7.12 - 2011.9.20）               | HUNTER～那些女子，賞金獵人～ （2011.10.11 - 2011.12.13） |
| 萬事占卜處 歡迎來到陰陽屋 （2013.10.8 - 2013.12.17）     | 關西電視台55週年記念劇 白色榮光4 螺旋迷宮 （2014.1.7 - 2014.3.18） | Black President （2014.4.8 - 2014.6.17）                 |
| 週五信譽                                                 |                                                                    |                                                          |
| 浅見光彦系列 歌枕殺人事件 （2009.10.2）                  | 白色榮光第2彈 南丁格爾的沉默 （2009.10.9）                         | 秋刀魚的飯特別篇2009 （2009.10.16）                      |

| 緯來日本台 星期一至星期五 晚上10點   | 緯來日本台 星期一至星期五 晚上10點     | 緯來日本台 星期一至星期五 晚上10點    |
| ------------------------------------ | -------------------------------------- | ------------------------------------- |
|                                      | 白色榮光 （2010.5.13 - 2010.5.27）     |                                       |
| 櫻子 （2010.3.2 - 2010.5.12）        | 急診室女醫生2 （2010.5.28 - 2010.6.8） |                                       |
| 星期一至五21:00至22:00               |                                        |                                       |
| 絕對零度 （2011.02.07 - 2011.02.21） | 白色榮光SP （2011.02.21 - 2011.02.22） | 白色榮光2 （2011.02.23 - 2011.03.11） |

| 印度尼西亞 新加坡 緬甸WakuWaku Japan 星期一至星期五 晚上10點 | 印度尼西亞 新加坡 緬甸WakuWaku Japan 星期一至星期五 晚上10點 | 印度尼西亞 新加坡 緬甸WakuWaku Japan 星期一至星期五 晚上10點 |
| ------------------------------------------------------------ | ------------------------------------------------------------ | ------------------------------------------------------------ |
|                                                              | 白色榮光3 （2017.1.25 - 2017.2.8）                           |                                                              |
| 白色榮光2 （2017.1.9 - 2017.1.24）                           | 白色榮光4 （2017.2.9 - 2017.2.23）                           |                                                              |
| 白色榮光3 （2017.1.25 - 2017.2.8）                           | 白色榮光4 （2017.2.9 - 2017.2.24）                           | 空中急診英雄 （2017.2.27 - 2017.3.13）                       |
| 星期六 21:00 - 22:30                                         |                                                              |                                                              |
| CHEF ～三星級營養午餐～ （2016.11.19 - 2017.1.21）           | 白色榮光 特別篇2011 （2017.1.28）                            | 奪愛之冬 （2017.2.4 - 2017.）                                |

| 香港 無綫劇集台 星期六17:30-19:30及23:30-01:30                                                                             | 香港 無綫劇集台 星期六17:30-19:30及23:30-01:30                          | 香港 無綫劇集台 星期六17:30-19:30及23:30-01:30 |
| --- | ----------------------------------------------------------------------- | ---------------------------------------------- |
| | 白色榮光 （2010.11.06 - 2010.12.11）                                    |                                                |
| （2010.09.25 - 2010.10.30）                                                                                                | （2010.12.18 - 2011.01.22）                                             |                                                |
| 香港 無綫劇集台 星期六17:30-19:15及23:30-01:15                                                                             |                                                                         |                                                |
| 白色榮光~南丁格爾的沉默 （2011.02.26）                                                                                     | 白色榮光2 （2011.03.05 - 2011.04.09）                                   | 十年後依然愛你 （2011.04.16 - 2011.04.30）     |
| 香港 無綫劇集台 星期六17:30-19:15及23:30-01:15                                                                             |                                                                         |                                                |
| 月之戀人 （2011.01.29 - 2011.02.19）                                                                                       | 白色榮光~南丁格爾的沉默 （2011.02.26）                                  | 白色榮光2 （2011.03.05 - 2011.04.09）          |
| 香港 無綫精選台 星期六16:45-18:30及22:45-00:30                                                                             |                                                                         |                                                |
| （2012.06.30 - 2012.07.28） （16:45-17:45、22:45-23:45） 天使料理 （2012.06.30 - 2012.07.28） （17:45-18:30、23:45-00:30） | 白色榮光2~染血凱旋 （2012.08.04） 白色榮光3 （2012.08.11 - 2012.09.15） | 東京癲狗 （2012.09.15 - 2012.10.20）           |
| 香港 無綫網絡電視煲劇1台 星期六 14:00-16:00及18:30-20:30 9月13日 15:00-16:00及19:30-20:30                                  |                                                                         |                                                |
| （2014.08.16 - 2014.09.13）                                                                                                | 白色榮光4 （2014.09.13 - 2014.10.18）                                   | （2014.10.25 - 2014.11.29）                    |

## 脚注
1. ↑  原本应播放富士电视台拍摄的作品，但当天是由关西电视台单独制作。
2. ↑  サンスポ. . 2013-12-17  [2014-01-08]. （原始内容存档于2019-05-21）.
3. ↑  チーム・バチスタ4 螺鈿迷宮 - スポニチ Sponichi Annex 芸能 的存檔，存档日期2016-03-04.、2014年3月19日閲覧。
4. ↑  . ザテレビジョン (KADOKAWA). 2014-05-16, 20 (19号（2014年5月16日号）): 10.
5. ↑  『キネマ旬報』2015年3月下旬号、72P。

## 關聯項目
- 白色榮光 (小說)
- 白色榮光 (電影)